# Vriemeensen

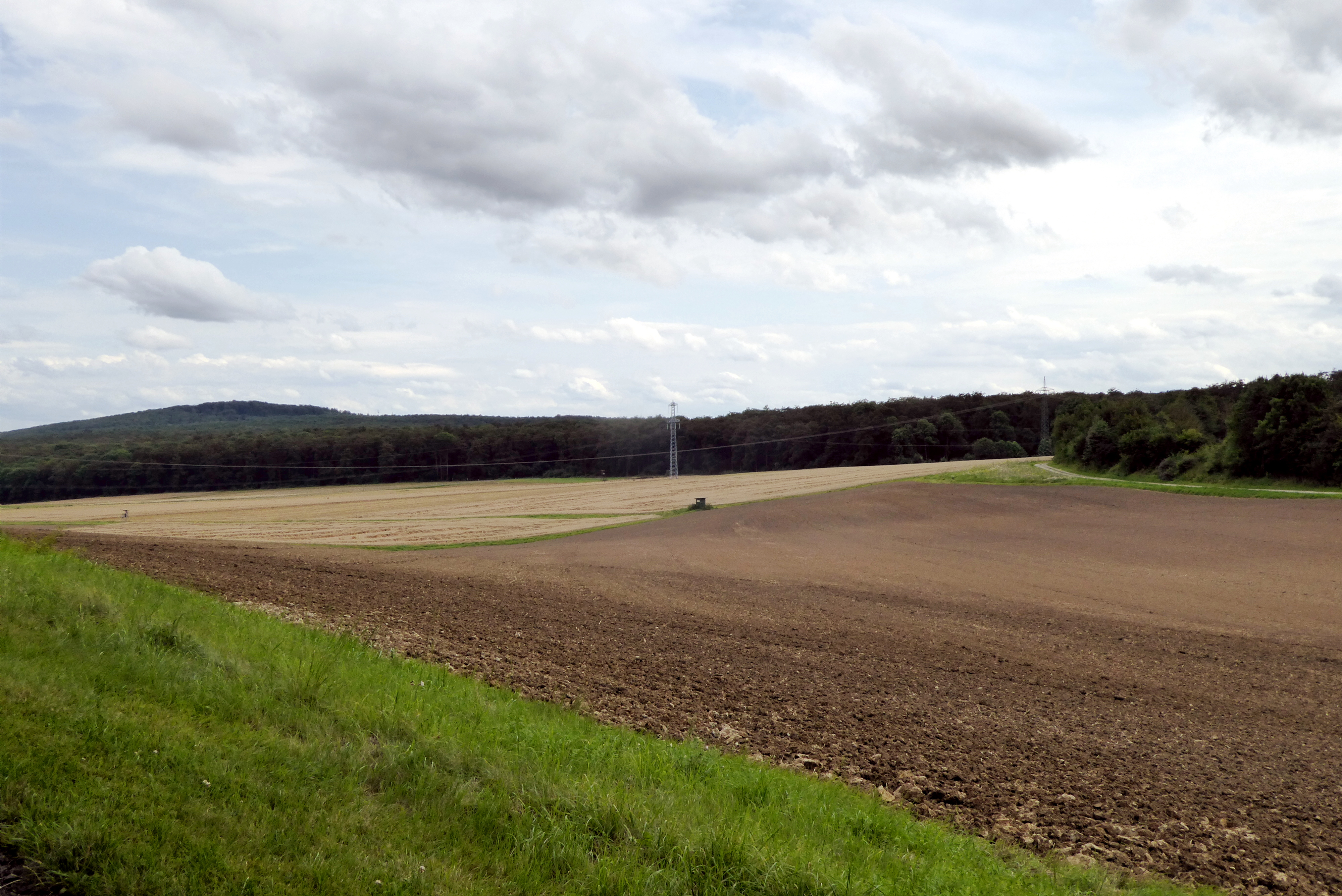
Talsenke der Wüstung Vriemeensen von Nordwesten

Vriemeensen ist eine wüst gefallene Siedlung bei Meensen im südlichen Niedersachsen, die etwa zwischen dem 9. und 15. Jahrhundert bestanden hat. Die Wüstungsstelle befindet sich rund 1,3 km südlich von Meensen.

## Lage und Erforschung
Die Siedlung befand sich in Südhanglage innerhalb einer Talsenke auf der Dransfelder Hochfläche auf rund 350 m ü. NHN. Sie lag in der Nähe eines Abzweigs des Hellweges. Durch die Siedlung floss der Glockenbach, der inzwischen verschwunden ist. Die Wüstungsstelle liegt heute auf einer Ackerfläche.
Bereits in den 1950er Jahren geriet Vriemeensen in den Fokus von Heimatforschern, Forschungseinrichtungen und Denkmalbehörden. Bei Feldbegehungen konnte zahlreiche Fundkonzentrationen festgestellt werden. An einer Stelle ließen Bewuchsmerkmale innerhalb eines Getreidefeldes einen Steinbau im Boden vermuten.

## Ausgrabungen

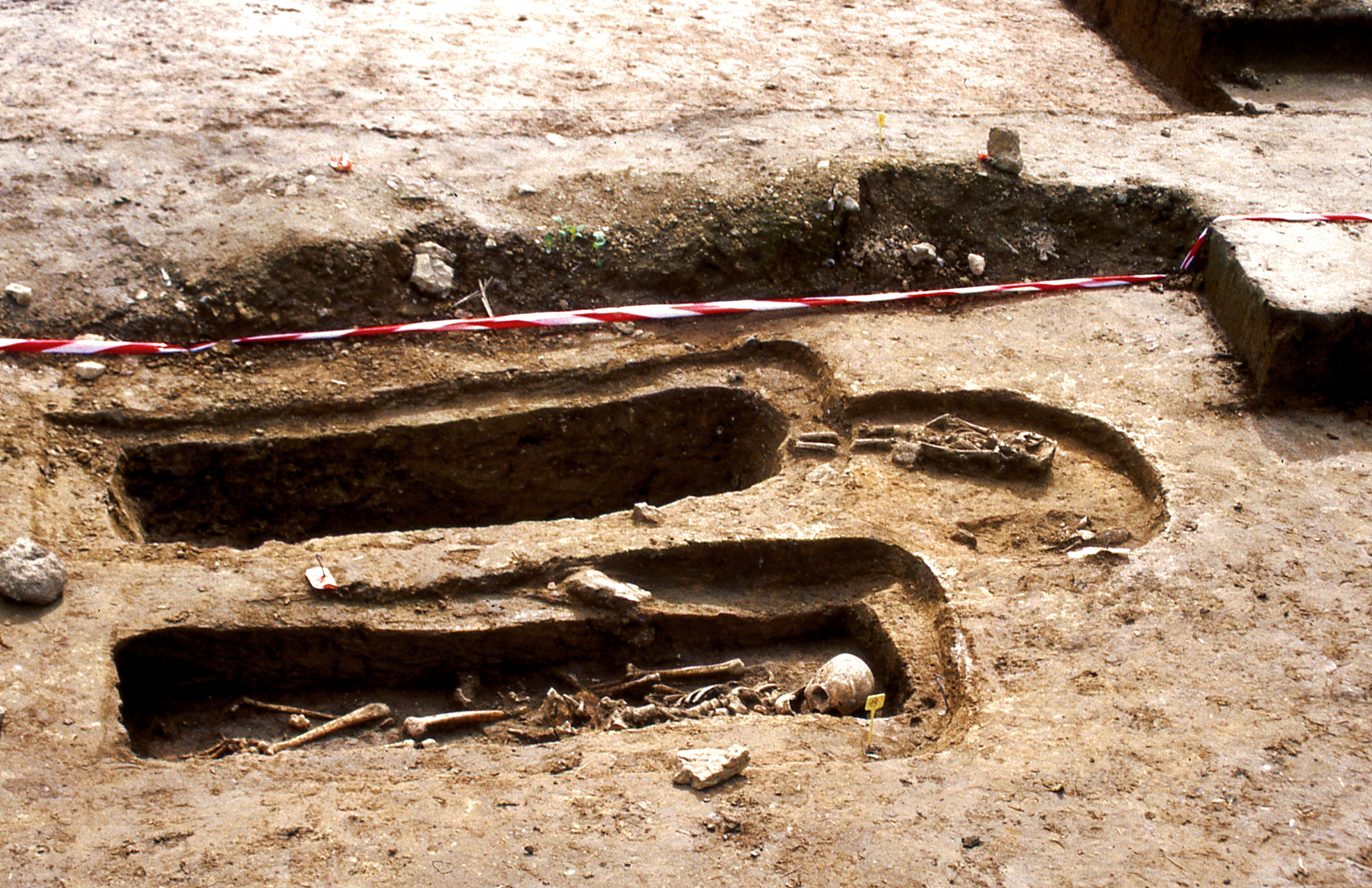
Freigelegte Gräber neben der Kirche, 1995

In den Jahren 1994 bis 1996 sowie 1998 und 1999 nahm die archäologische Denkmalpflege des Landkreises Göttingen an der Wüstungsstelle in jährlichen Kampagnen Ausgrabungen vor, die unter Leitung des Prähistorikers Klaus Grote standen. Es handelte sich zum Teil um Not- und Rettungsgrabungen, da infolge von Beackerung und Erosion Substanzverluste an den Hinterlassenschaften befürchtet wurden. Die Grabungen waren äußerst fundreich, da auf der rund 1600 m2 großen Grabungsfläche rund 34.000 Funde geborgen und fast 200 Befunde festgestellt wurden. Der Schwerpunkt der Ausgrabungen lag auf den Massivbauten in Form eines Wohnturms, der Kirche und einem Steingebäude. Die Gebäudefundamente und Teile des aufgehenden Mauerwerks waren zum Teil im Boden erhalten geblieben.

### Wohnturm
Der freigelegte Wohnturm hat die Ausmaße von fast 10 × 12 Meter. Das Fundament hat im unteren Bereich eine Mächtigkeit von rund 2 Meter und ist im Bereich des aufgehenden Mauerwerks noch 1,5 Meter stark. Der Turm verfügte über mehrere Nebengebäude wie Grubenhäuser, Pfostenbauten und Schwellbalkenbauten. Im Umfeld konnten keine Reste von Befestigungsanlagen, wie Wälle oder Gräben, festgestellt werden. Zu den Fundstücken gehörten Ofenkacheln und Gefäßreste. Ein besonderer Fund war ein Panzerhandschuh, wie er in der zweiten Hälfte des 14. Jahrhunderts üblich wurde. Die Fundstücke weisen auf ein adeliges Wohnmilieu hin.
Beim Turm handelte es sich um einen repräsentativen Wohnbau mit nachgeordneter Wehrfunktion. Mit seinen Nebengebäuden wird er als Adelshof der Herren von Meensen angesehen, der den Eindruck eines größeren bäuerlichen Gehöftes machte. Der Turm stammt aus der ersten Hälfte des 12. Jahrhunderts und wurde im zweiten Drittel des 14. Jahrhunderts abgebrochen.

### Kirche

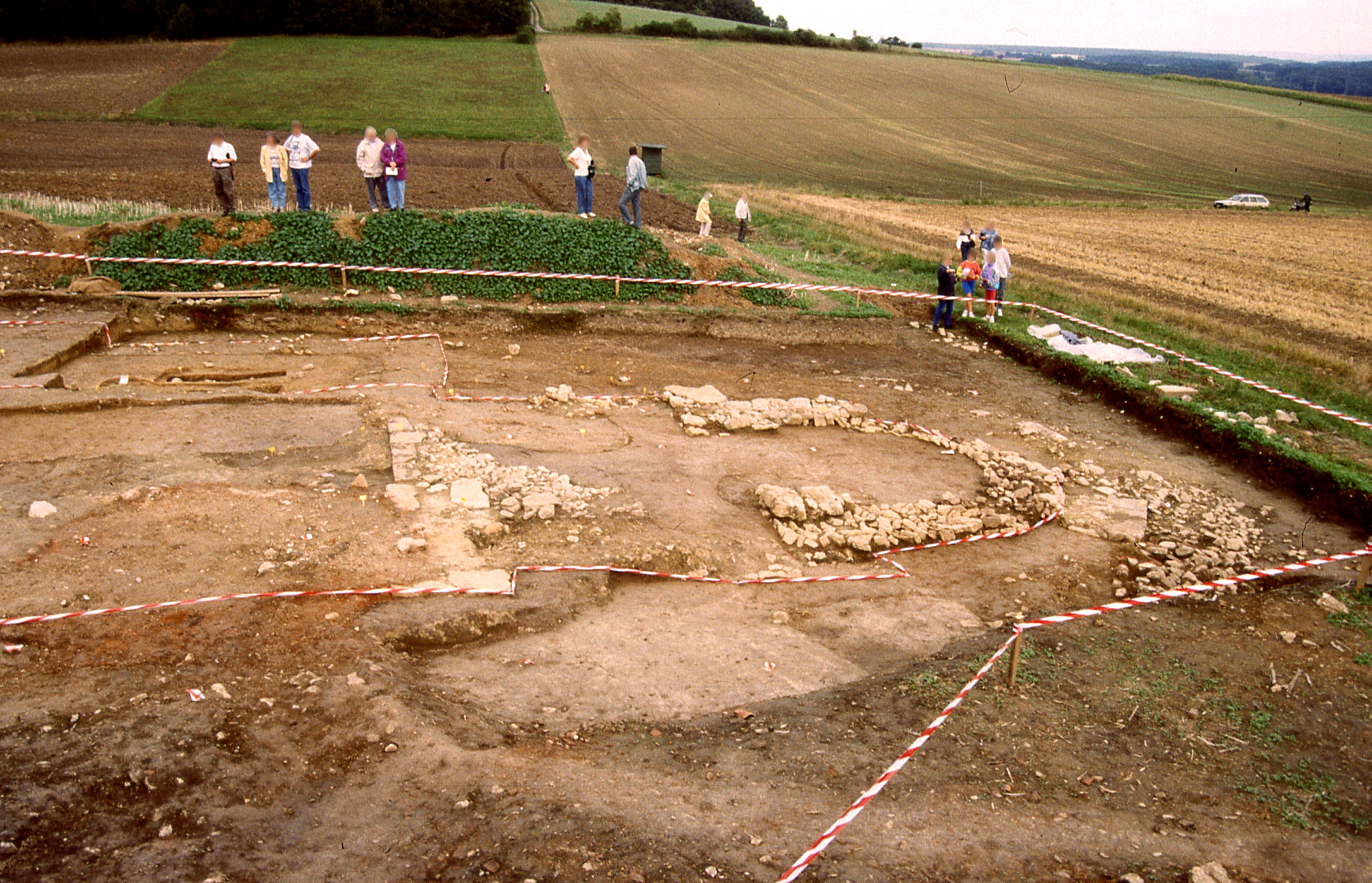
Ostteil der Kirchenfundamente während der Grabungen, 1995

Der romanische Kirchenbau war 21 Meter lang und 8 Meter breit. Er bestand aus einem Langhaus mit Chor und Apsis sowie einem Kirchturm von 7 × 8 Meter im Westen. Der Bau wurde vermutlich um das Jahr 1200 angelegt und erhielt im 13. Jahrhundert einen Anbau an der nördlichen Seite, der als Grablege für die Herren von Meensen gedient haben könnte. Es bestehen bauliche Übereinstimmungen zur St.-Johannis-Kirche in Meensen. Der Abbruch wird im 14. Jahrhundert angenommen. Zu den Funden gehörten Dachziegeln vom Typ Mönch und Nonne und Biberschwanz, die rot und weiß engobiert waren. Gleichartige Stücke sind beim Stift Hilwartshausen gefunden worden, zu dem die Herren von Meensen laut schriftlichen Quellen Verbindungen unterhielten. Den Quellen zufolge handelt es sich bei der ausgegrabenen Kirche um St. Laurentius.

### Steinbau
Es wurde ein Doppelgebäude freigelegt, das aus einem 12 × 8 Meter großen Vorderhaus in Fachwerk- sowie Pfostenbauweise und einem 10 × 7 Meter großen, unterkellerten Hinterhaus in Steinbauweise bestand. Das Gebäudefundament in einer Stärke von 0,9 bis 1,4 Meter ließ auf zwei Obergeschosse schließen. Vergleichbare Profanbauten wurden bisher kaum im ländlichen Bereich, sondern eher im städtischen Umfeld, wie in Braunschweig, Höxter und der Stadtwüstung Nienover ausgegraben. Zu den Fundstücken gehörte ein Teil eines romanischen Leuchters aus Buntmetall aus der Zeit um das Jahr 1200, was auf eine sozial gehobene Nutzerschicht hinweist.

## Geschichte und Deutung
Erstmals urkundlich erwähnt wird Vriemeensen 1235 als Vrien Mense in einer Schenkungsurkunde des Mainzer Erzbischofs Siegfried III. zugunsten des Stift Hilwartshausen. Das Wort Vrien lässt sich als frei oder unabhängig im Sinne einer Privilegierung übersetzen und Mense bezieht sich auf die bereits im Jahre 990 aufgetretene Ortsbezeichnung für Meensen. Die Ortsbezeichnung Vrien Mense ist eine Namensabgrenzung gegenüber dem Töpferort Meensen, der auch Gropmeynsen genannt wurde.
Vriemeensen gehört zu einer Reihe von Kleinadelssitzen in Südniedersachsen. Der freigelegte Wohnturm kommt als Sitz der Herren von Meensen infrage. Bei ihnen handelt es sich um ein bedeutendes Adelsgeschlecht mit größeren Besitzungen bei Hofgeismar. Seit Mitte des 14. Jahrhunderts gehörte die Siedlung Vriemeensen zum welfischen Herrschaftsbereich, da sie als Zubehör der unweit gelegenen Brackenburg erwähnt wird.
Die Siedlung dürfte zwischen dem 9. und 15. Jahrhundert bestanden haben. Ihre Ausdehnung wird auf 500 × 150 Meter geschätzt. Außergewöhnlich für eine ländliche Siedlung sind ihre drei Steingebäude, darunter die stattliche Kirche mit auffällig eingefärbten, engobierten Dachziegeln.
Für das Wüstfallen kommen mehrere Ursachen infrage, wie eine Verkarstung und Trockenfallen des Bachlaufes innerhalb der Siedlung. Möglich ist ebenfalls eine wirtschaftliche Schwächung aufgrund der Anlage eines nahegelegenen Vorwerks des Klosters Lippoldsberg als Vorgang des Bauernlegens.
Der Archäologe Stefan Hesse wurde im Jahre 2005 für die Erforschung der Wüstung Vriemeensen mit dem Eduard-Anthes-Preis ausgezeichnet.